# 中嶋健吉
中嶋 健吉（なかじま けんきち）は、日本のマーケットアナリスト・キャスターである。大阪府八尾市出身。

## 来歴
大阪府立八尾高等学校を経て大阪外国語大学卒業後、1970年山一證券に入社。パリ事務所、本社国際営業部、ロンドン現地法人を経て、パリ現地法人社長、スイス（チューリッヒ）現地法人社長を歴任。金融法人部長を経て、ロンドン現地法人社長となる。
1997年山一證券清算に伴い、興銀證券(現みずほ証券)に入社。
2001年4月より日経CNBCアンカー兼コメンテーター。2011年5月からStock Voiceメインキャスター。

## 人物
証券業界に長期間勤務し、現在はマーケットアナリスト・キャスターとして活動している。特に日経CNBCには約10年間という長期に渡り出演していた。独特の言い回しと解説は個人投資家に人気があり、日経CNBC引退時には惜しむ声が多かった。Stock Voiceキャスターも10年を超えて務めている。

## 担当番組
- 東京マーケットワイド(前場)木曜（Stock Voiceメインキャスター)